# Simonis (metrostation)
Simonis/Elisabeth is een metrostation van de Brusselse metro, gelegen in de gemeente Koekelberg. Het ligt naast het gelijknamige treinstation.

## Geschiedenis
Metrostation Simonis werd geopend op 6 oktober 1982 samen met Ossegem, Pannenhuis, Belgica en Bockstael ter verlenging van noordwestelijke tak van metrolijn 1A vanuit Beekkant naar Bockstael.
Slechts vier jaar na de opening van niveau -1 werd 23 juni 1986 een premetrostation geopend samen met een korte premetrotunnel. Deze werd bediend door de twee bovengrondse tramlijnen 19 en 103 die het centrum en het westen van Brussel met elkaar verbonden.
Op 2 oktober 1988 werd het tweede niveau onder het bestaande metrostation geopend ter verlenging van de tunnel vanuit Rogier en de indienststelling van metrolijn 2. Tegelijkertijd werden stations IJzer en Ribaucourt geopend terwijl de andere stations van metrolijn 2 omgebouwd werden van premetro tot metro. De twee doorgaande bovengrondse tramlijnen 19 en 103 die het centrum van de stad verbonden met het westen werden aan elkaar gekoppeld in een nieuwe tramlijn 19, die vandaag nog steeds het premetrostation Simonis bedient. Onder deze tramtunnel (niveau -2), in noordelijke richting, bevindt zich nog een achterstation van 400 meter dat gebruikt wordt om metrostellen op te stellen en te laten keren voor hun terugreis naar Simonis.
Met de herziening van het metronet in 2009 en de opening van de verbinding tussen Delacroix en Weststation, werd besloten om de twee niveaus van het voormalige station Simonis te hernoemen. Er werden twee verschillende namen gehanteerd, die al snel redelijk inefficiënt en verwarrend bleken te zijn bij de reizigers. 
- Niveau -1, geopend in 1982: Simonis (Leopold II)
- Niveau -2, geopend in 1988: Simonis (Elisabeth)
- Het premetrostation bediend door tramlijn 19 bleef Simonis heten.

De reden voor de naamsverandering was het feit dat metrolijn 2 anders tweemaal een eindpunt in het station Simonis zou hebben, dewelke voor nog meer verwarring gezorgd zou hebben.
Op 5 november 2013 werden beide stations opnieuw vernoemd, maar deze keer onder de vorm van twee verschillende stationsnamen. Men spreekt nu ook over twee verschillende stations, hoewel deze tot dezelfde stationscomplex behoren. 
- Niveau -1, geopend in 1982: Simonis
- Niveau -2, geopend in 1988: Elisabeth
- Het premetrostation bediend door tramlijn 19 bleef Simonis heten.

Volledig doorgaand ringverkeer is overigens niet mogelijk. Ringlijn 2 begint en eindigt weliswaar op dezelfde plaats, maar doet dit op verschillende niveaus, 'Simonis' en 'Elisabeth' genaamd, waartussen geen spoorverbinding bestaat. Wel bestaat er een verbindingsspoor tussen Elisabeth en het spoor naar Ossegem; op deze manier kan het depot Delta toch bereikt worden.
Er bestond op niveau -1 nog een spookgedeelte naast de verbindingsgang tussen het metrostation Simonis en het premetrostation van tramlijn 19. Sinds de indienststelling van tramlijn 9 op 1 september 2018 werd dit deel omgebouwd tot een eindpunt met drie kopsporen, onder de vorm van een achterstation toegankelijk voor de reiziger. Tramstellen van lijn 9 zullen het oorspronkelijk premetrostation Simonis dus niet bedienen. Tijdens de zomervakantie van 2017 werd een nieuwe toegang over de sporen gebouwd zodat reizigers de sporen van het premetrostation niet meer hoeven over te steken om op de juiste perrons te geraken. De sporen perrons werden gebouwd met een lengte van 45 meter zodat het eindpunt in de toekomst ook toegankelijk zou zijn voor T4000 trams.

## Situering
Het perron van het station Simonis, in noord-zuidrichting, ligt direct onder de straat, de aansluitende sporen lopen aan beide zijden van het station in een uitgraving, parallel aan een spoorlijn. De perrons van het station Elisabeth bevinden zich een niveau lager.
Evenwijdig met het station Simonis loopt een spoorlijn, voorzien van een halte "Simonis" met aansluiting tot het metrogedeelte. Bovengronds is er aansluiting voorzien met bussen van de MIVB, alsook enkele buslijnen van De Lijn. Dicht bij het metrostation loopt ook de langste tunnel van Brussel, namelijk de Annie Cordytunnel.

## Kunst
Ter hoogte van het station Elisabeth bevindt zich aan de wanden een compositie in staal en hout van Walter Leblanc. Het drieluik Archetypes, waarvan elk deel uit meerdere elementen bestaat, is een studie van geometrische grondvormen en daarvan afgeleide figuren.

## Afbeeldingen

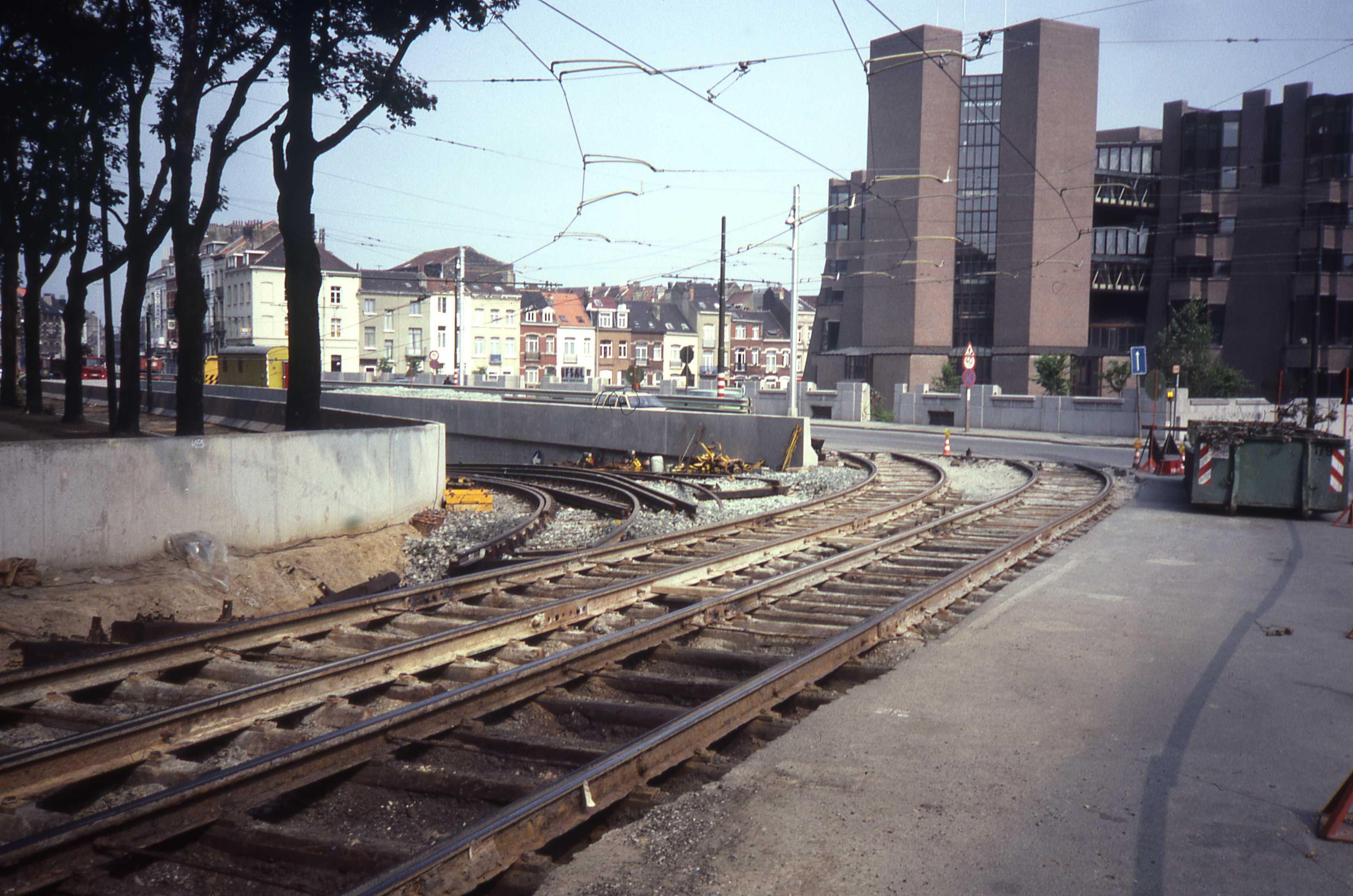
Tunnelingang naar het premetrostation Simonis in 1986, tijdens de bouw.
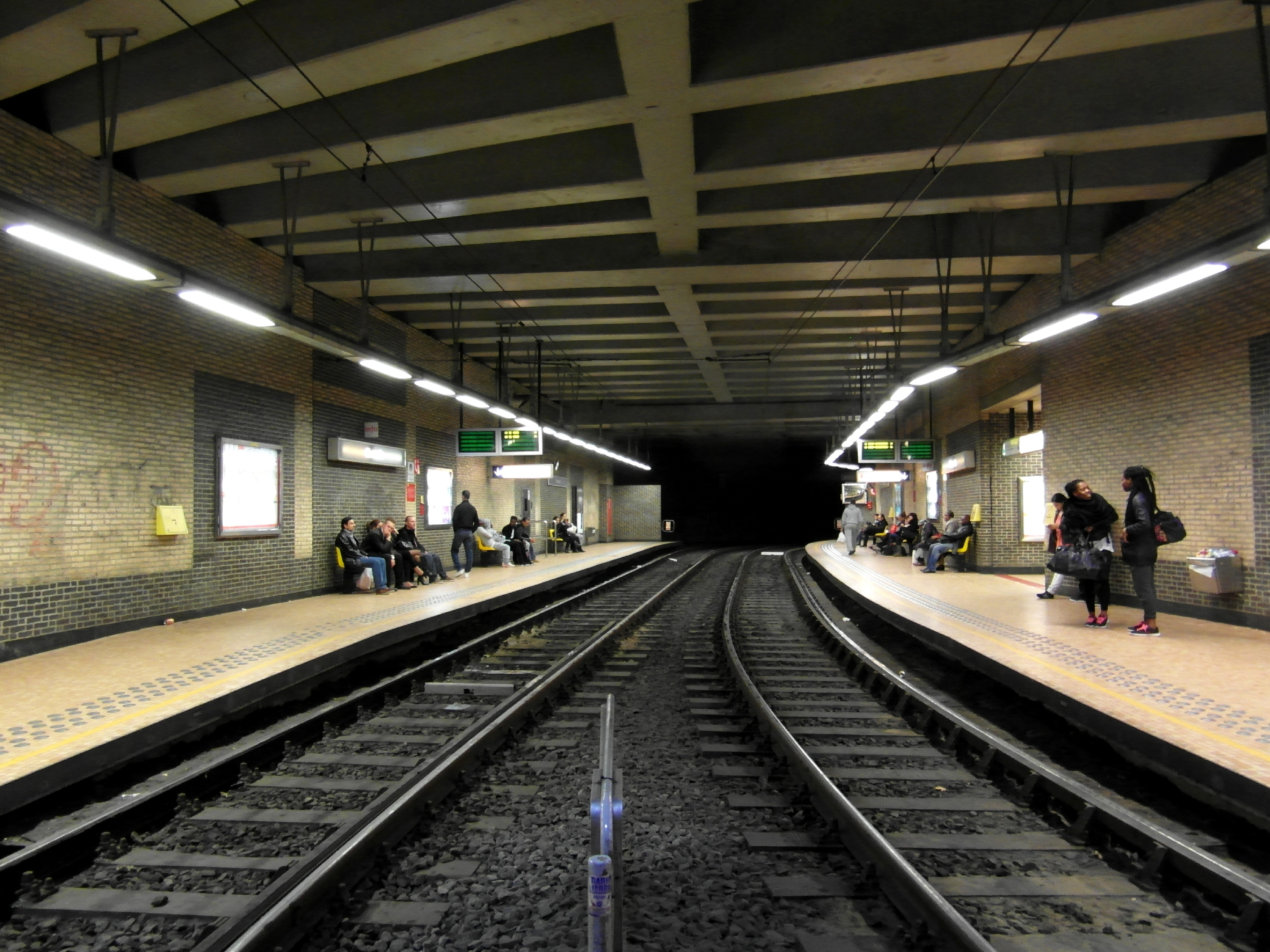
Tramstation Simonis met aansluiting naar het metrogedeelte.
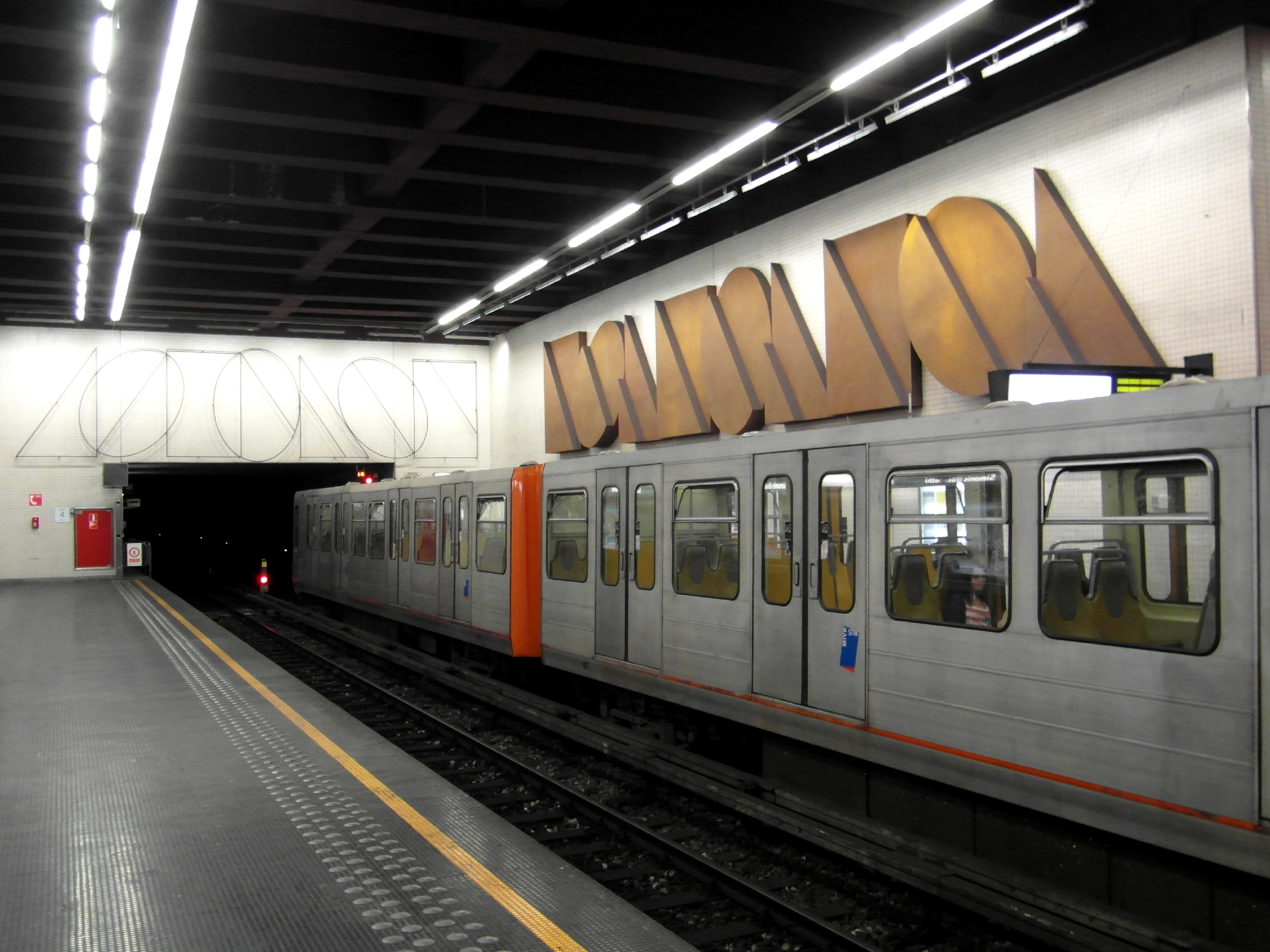
Perron van het metrostation Elisabeth.
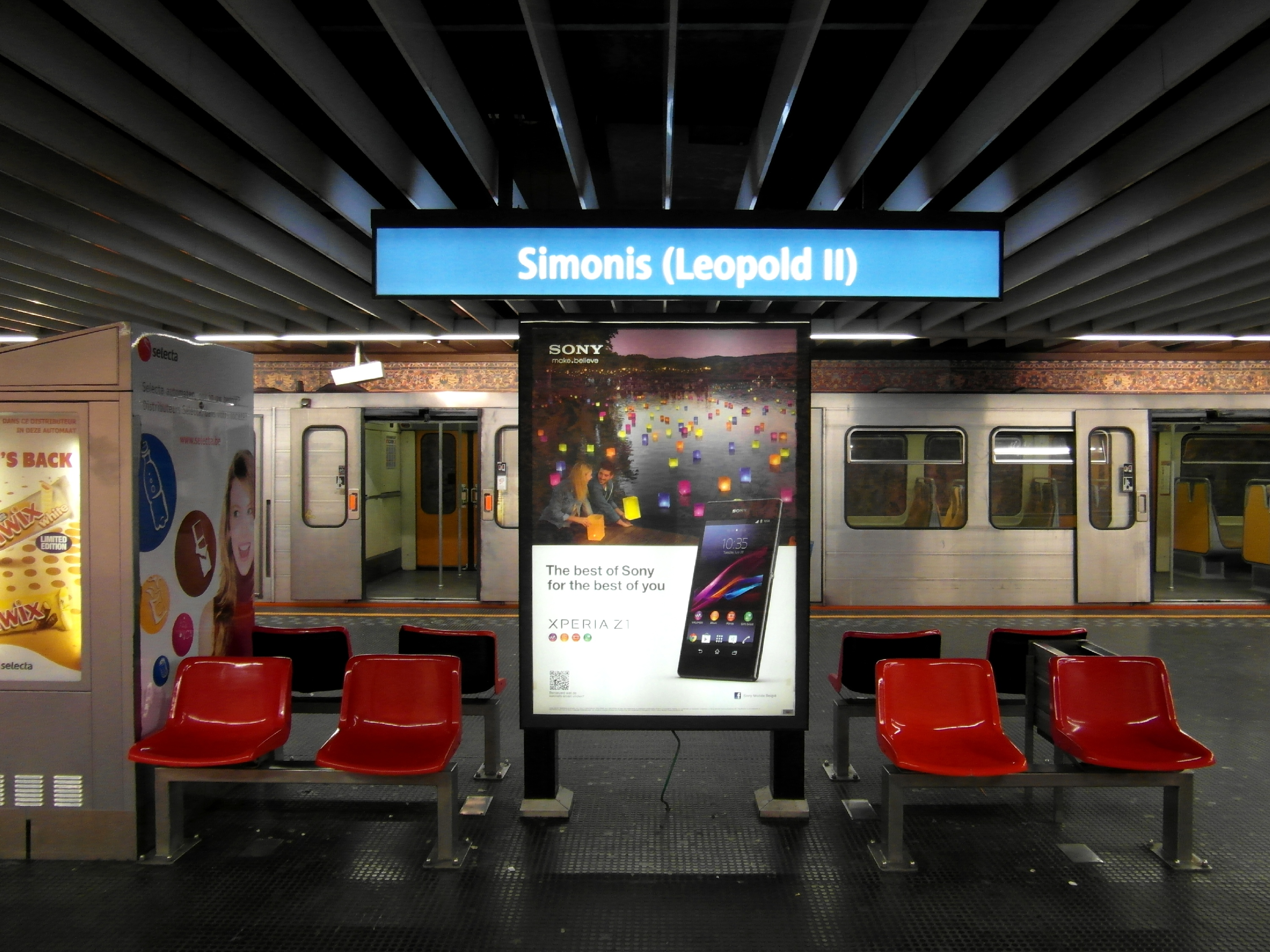
Oude naam van het metrostation Simonis.
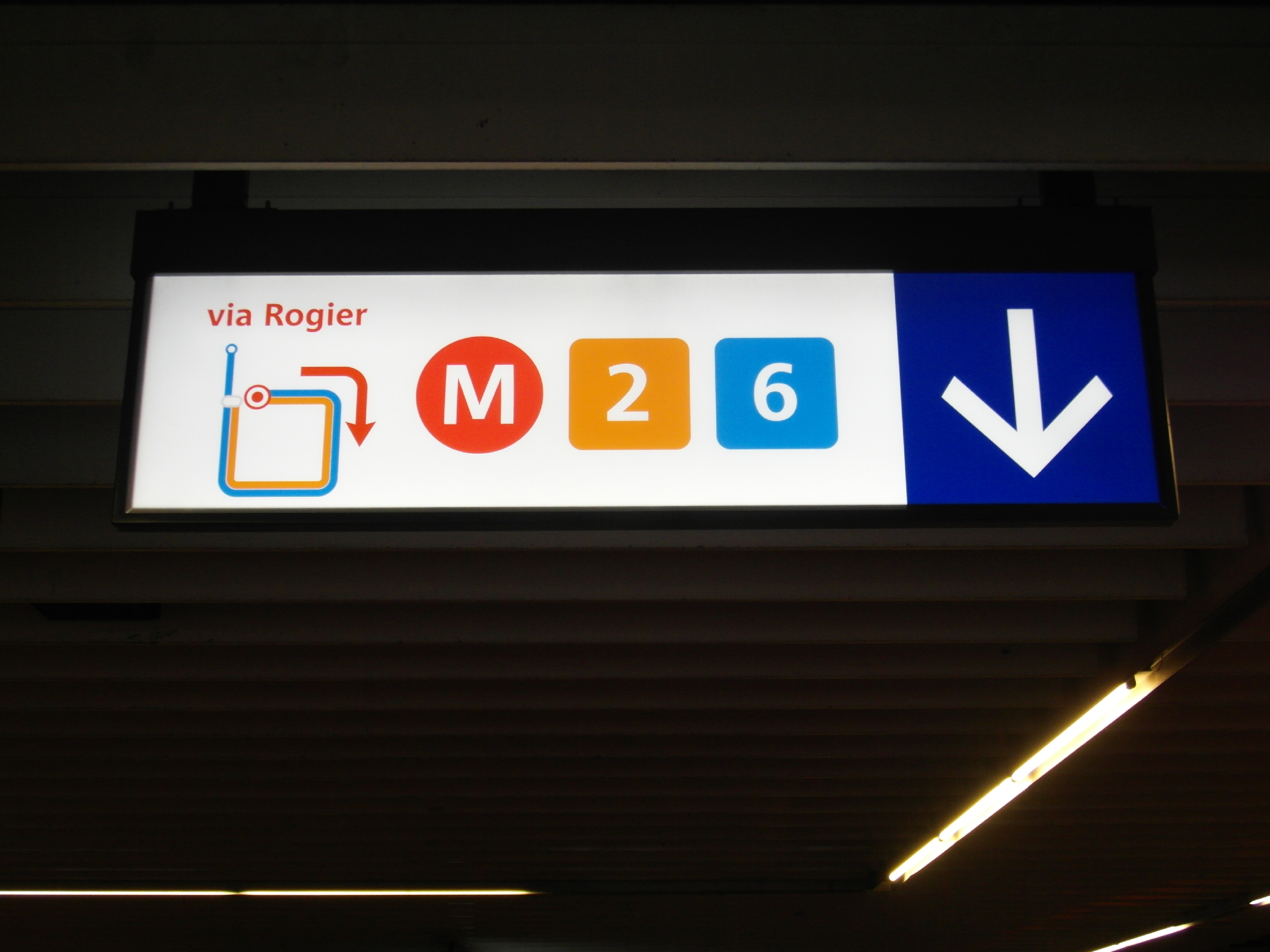
Bewegwijzering met schematische situering t.a.v. het netplan.
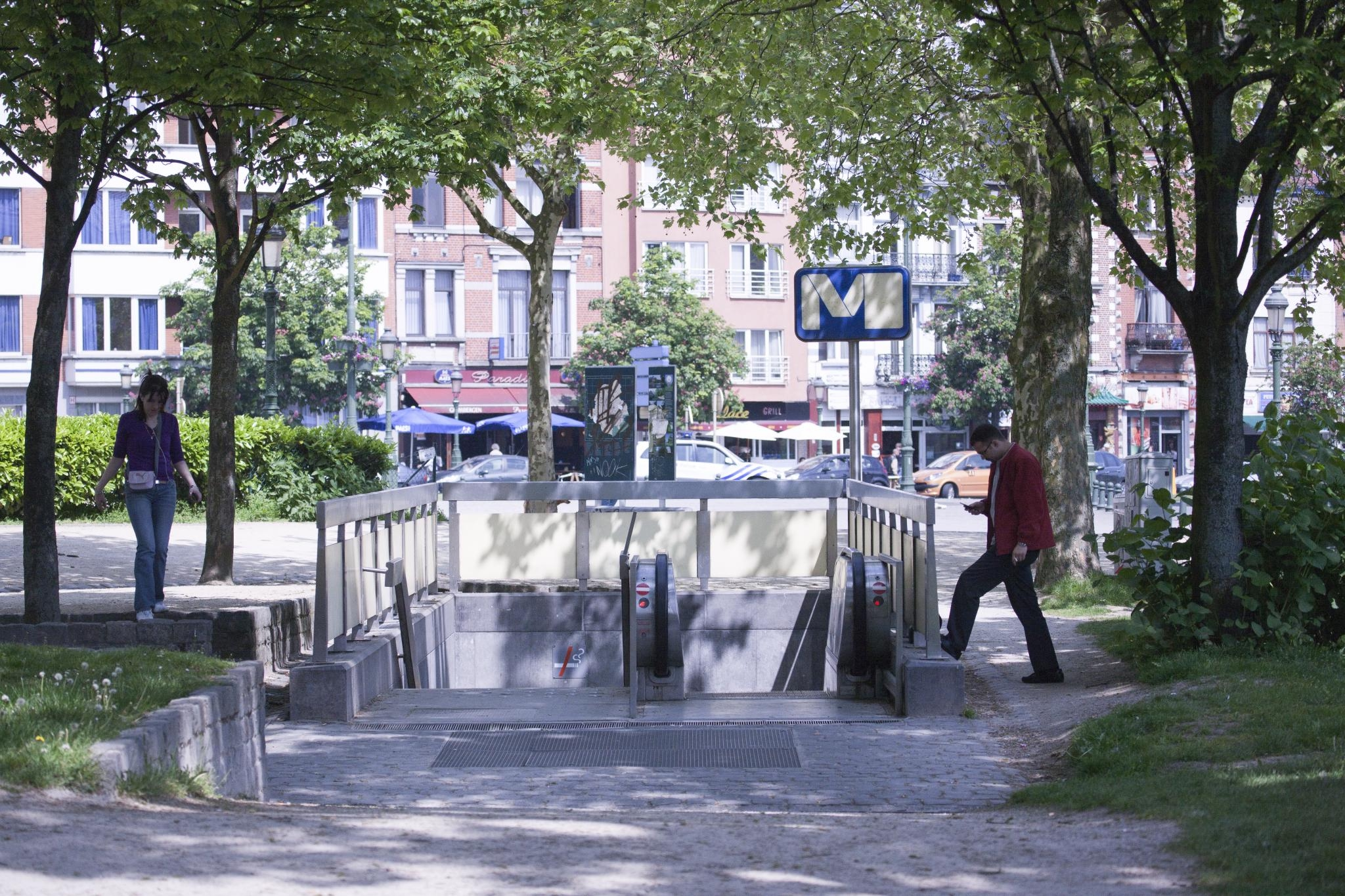
Ingang van het metrostation in het Elisabethpark.
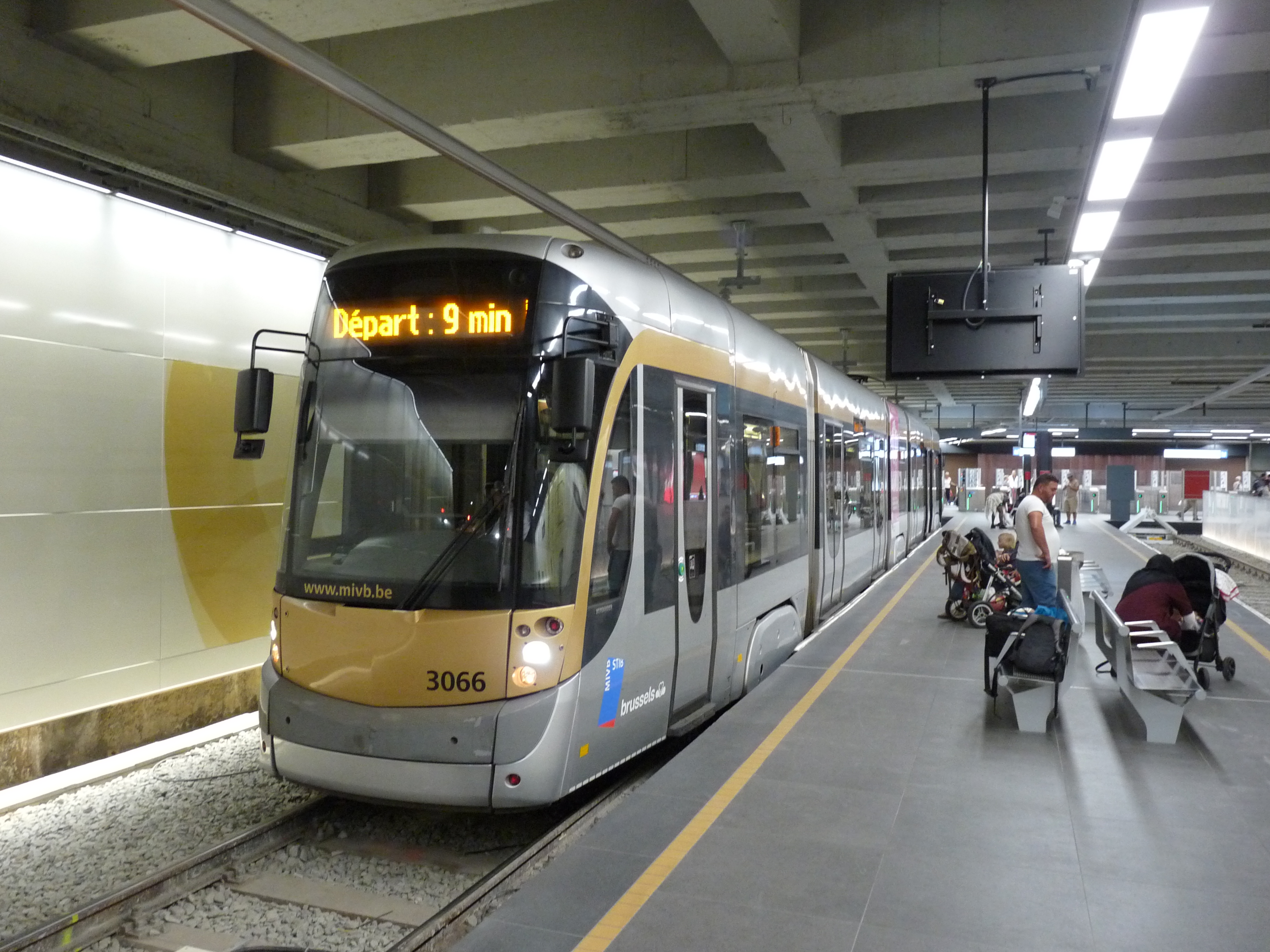
Eindstation van tramlijn 9, in de voordien ongebruikte zone.